# Nowa Huta

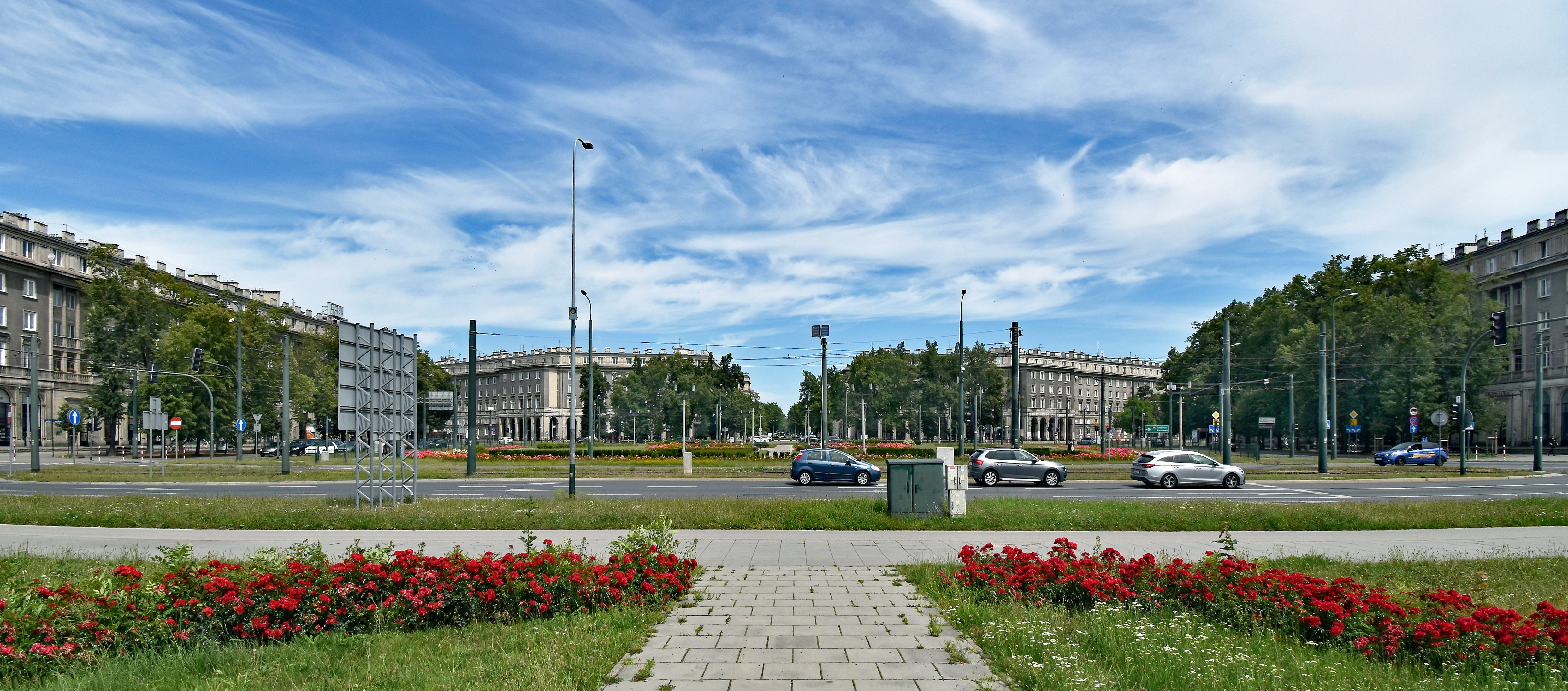
Centrala torget i Nowa Huta.

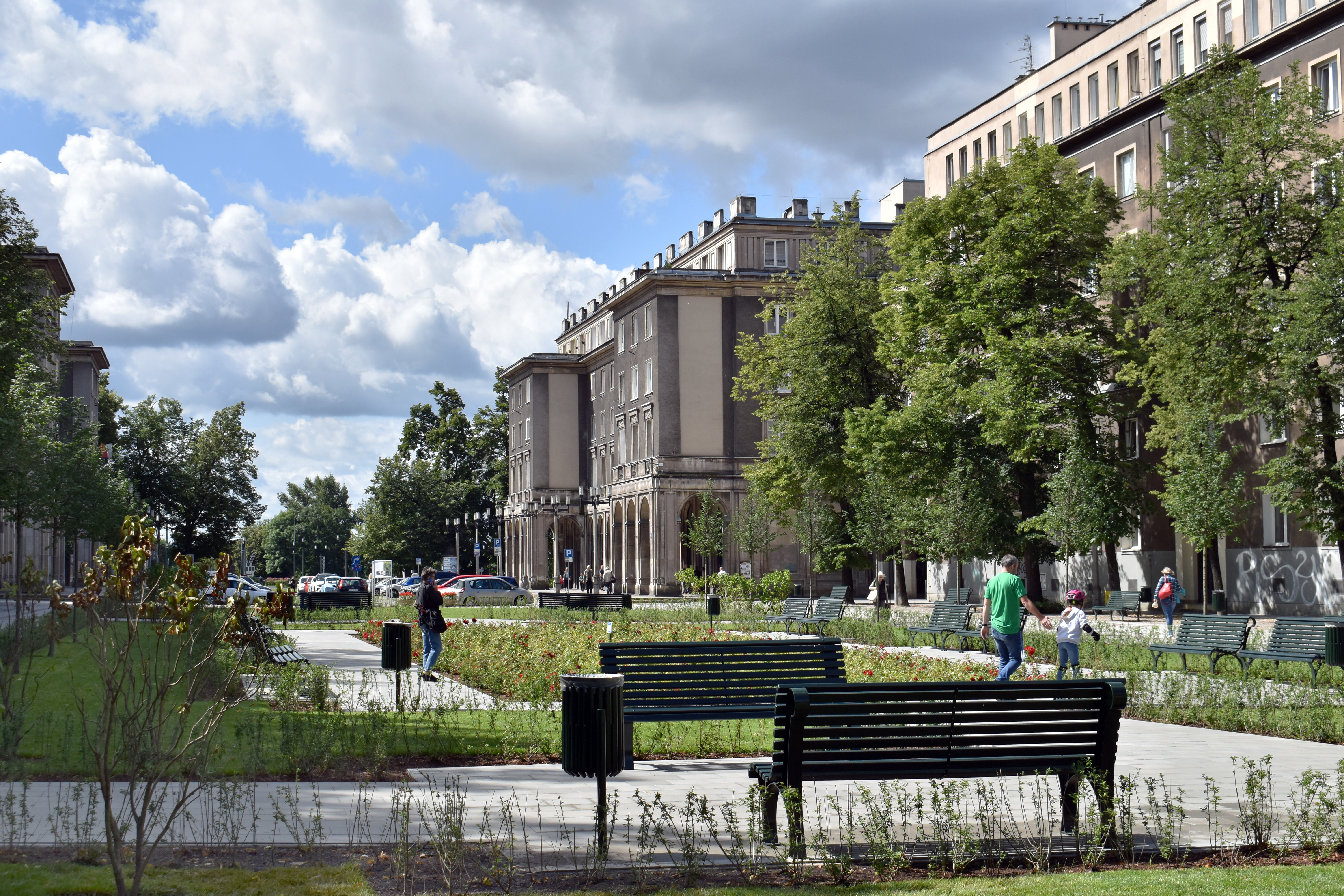
Vy från gatan Aleja Róż i Nowa Huta.

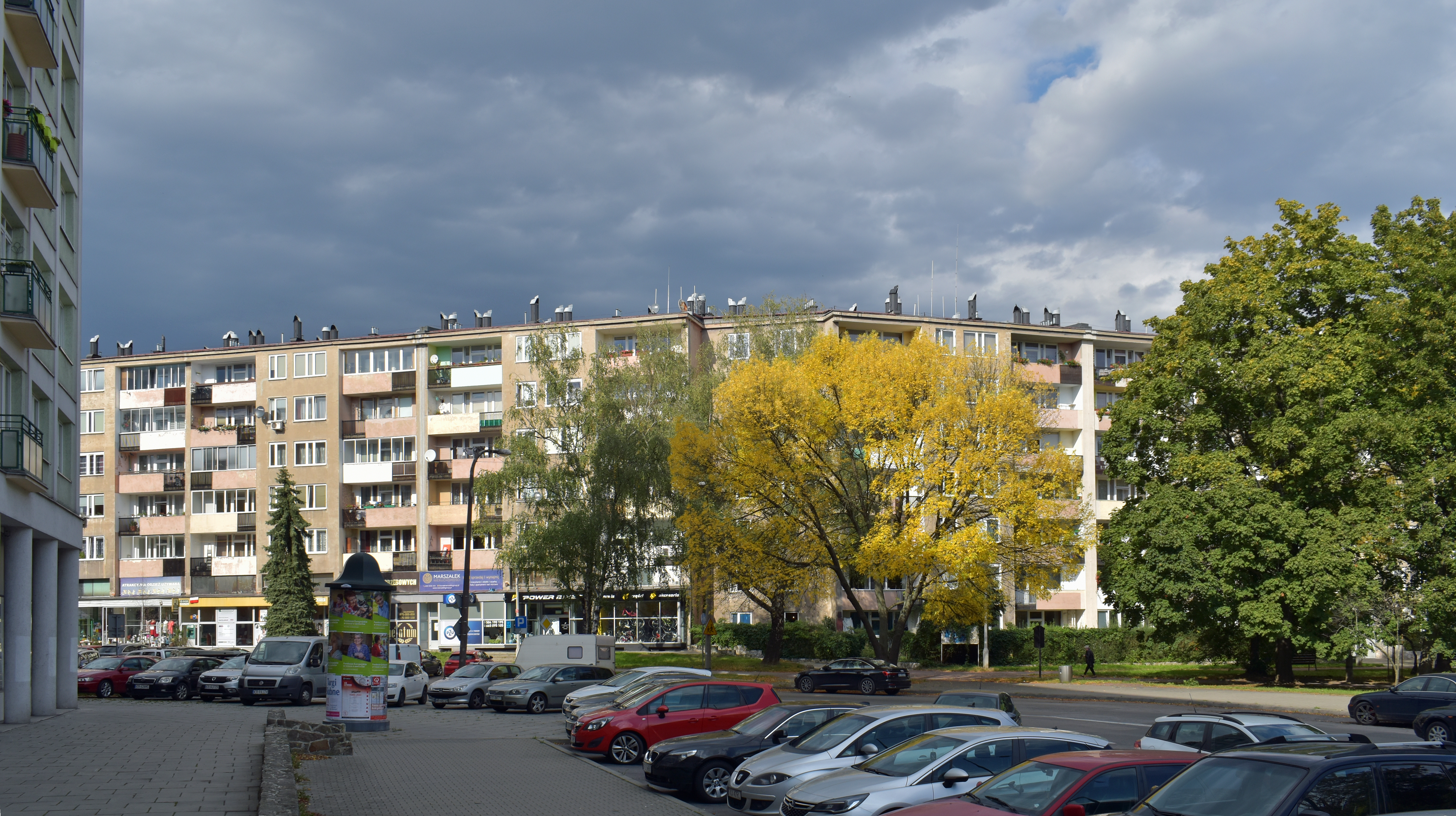
Blok Szwedzki i Nowa Huta.

Nowa Huta (ordagrant "Nya stålverket") är det östligaste distriktet i den polska staden Kraków. Med sina 200 000 invånare är det en av Krakóws mest befolkade stadsdelar.

## Historia
Nowa Huta började byggas 1949, under den socialistiska regeringen som kom till makten efter andra världskriget. När kommunisterna tog makten i Polen efter andra världskriget fanns ett stort motstånd bland Krakows medelklass. För att balansera Krakows medelklass beslöt regeringen att bygga Nowa Huta som en ny socialistisk stad för arbetarklassen och ett stålverk. Stålverket skulle egentligen byggts på en annan plats men den politiska viljan att balansera det traditionella Krakow segrade. Området där Nowa Huta byggdes var ur ett perspektiv olämpligt då det bestod av en av Polens bästa jordbruksmarker som därmed gick om intet. Nowa Huta byggdes där de tre byarna Mogiła, Pleszów och Krzesławice tidigare låg. Råvarorna till det stora stålverket transporterades från Schlesien och Sovjetunionen. Det som talade för placeringen var de goda järnvägsförbindelserna och Krakow som utbildningsstad. Förutom stålverket byggdes även en tobaksfabrik och en stor cementfabrik.

### Idealstaden
Stadsdelen planerades som en idealstad för det nya socialistiska Polen med järnverk och ett bostadsområde för arbetare. Arbetet med att skapa Nowa Huta leddes av Tadeusz Ptaszycki. Nowa Huta användes ibland i regeringens propaganda (se bilder på länken nedan ). Centraltorget, Plac Centralny, utgör centrum för Nowa Huta och från platsen utgår stora gator ut i stadsdelarna samt en lång gata ut till stålverket. Tack vare att den strikta stadsplanen och dess byggnader ännu är intakta är Nowa Huta i dag ett exceptionellt exempel på en genomförd stalinistisk idealstad. Nowa Huta lockar på grund av detta till sig besökare. Arkitekterna fick under 1950-talet möjligheten att åka till Sverige och Stockholm vilket gav dem inspiration till en bostadslänga som fått namnet Svenska längan, Blok szwedski. Huset är däremot mer inspirerat av Le Corbusiers bostadshus i sin utformning. Senare utbyggnader av Nowa Huta från 1960-talet och framåt präglas av modernistisk arkitektur med prefabkonstruktioner.
En kyrka ingick inte i planen för stadsdelen. Omkring 1960 började kampen för en kyrka och biskopen Karol Wojtyla, som sedermera blev påve Johannes Paulus II, engagerade sig för att en kyrka skulle byggas, vilket sedan skedde 1969–1977.

### Stålverket
Nowa Hutas stålverk invigdes 1954, som Leninstålverket (Huta im. Lenina), eller kortare: Leninverket. När stålverket var som störst på 1970-talet hade det en arbetsstyrka på  38 000 personer och producerade mer än sju miljoner ton stål per år.
Omkring 29 000 av stålverkets 39 000 arbetare var under 1980-talet anslutna till den oppositionella fackföreningen Solidarność (Solidaritet), och det förekom det flera stora demonstrationer i Nowa Huta.
Efter statsskickets ändring 1989 ändrades stålverkets namn till Huta im. T. Sendzimira (T. Sendzimiras Stålverk) efter den polske vetenskapsmannen och ingenjören Tadeusz Sendzimir.

### Efter 1989
Efter 1989 har flera gator döpts om efter bland annat Johannes Paulus II, Edward Rydz-Śmigły, Ignacy Mościcki och Władysław Anders. 2004 gavs Plac Centralny namnet Plac Centralny im. Ronalda Reagana.
En Leninstaty som restes i centrala Nowa Huta 1973 köptes på 1990-talet av Big Bengt Erlandsson och placerades på High Chaparral.

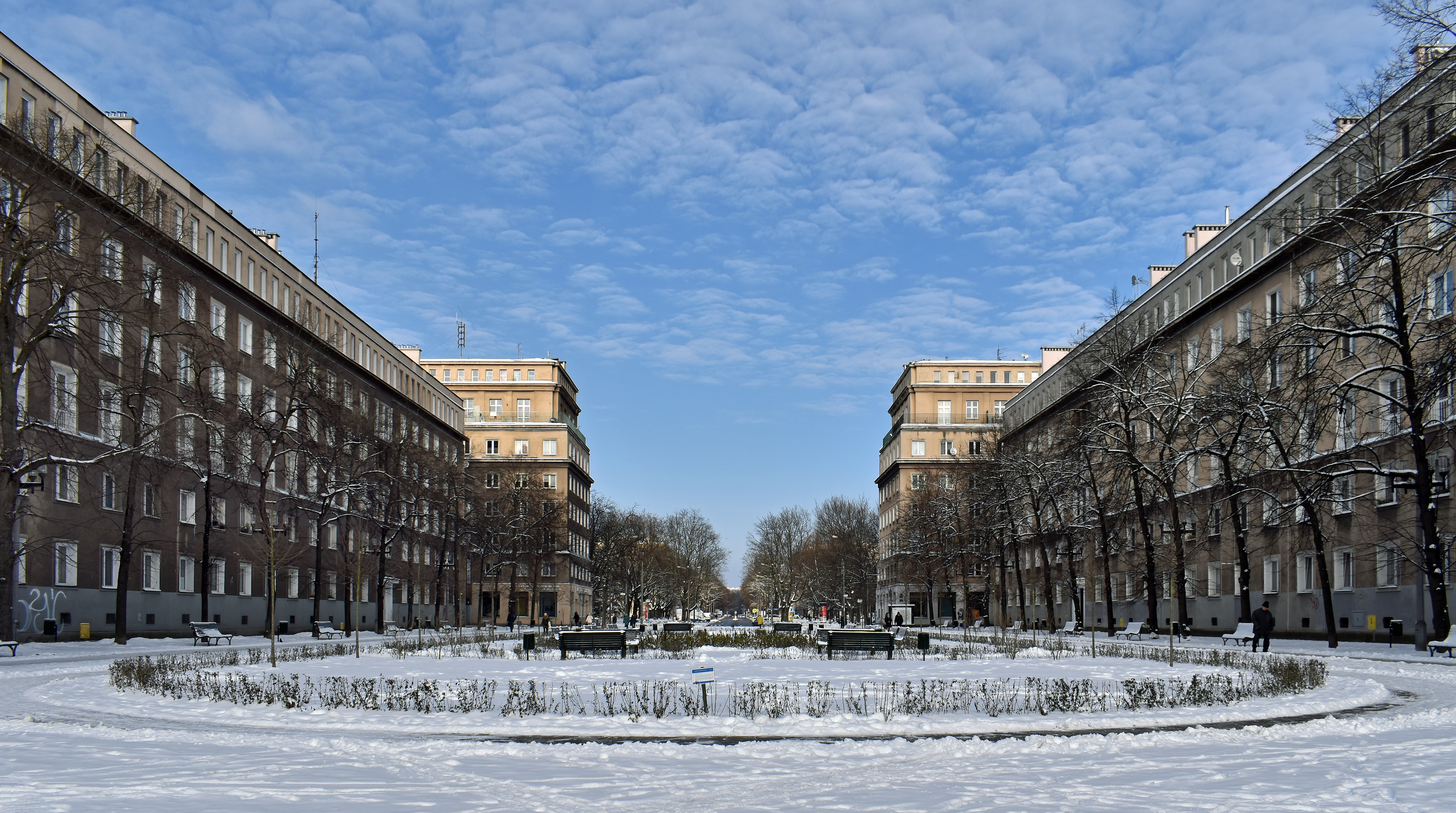
Aleja Róż (Rose Avenue) i Nowa Huta, 2024.
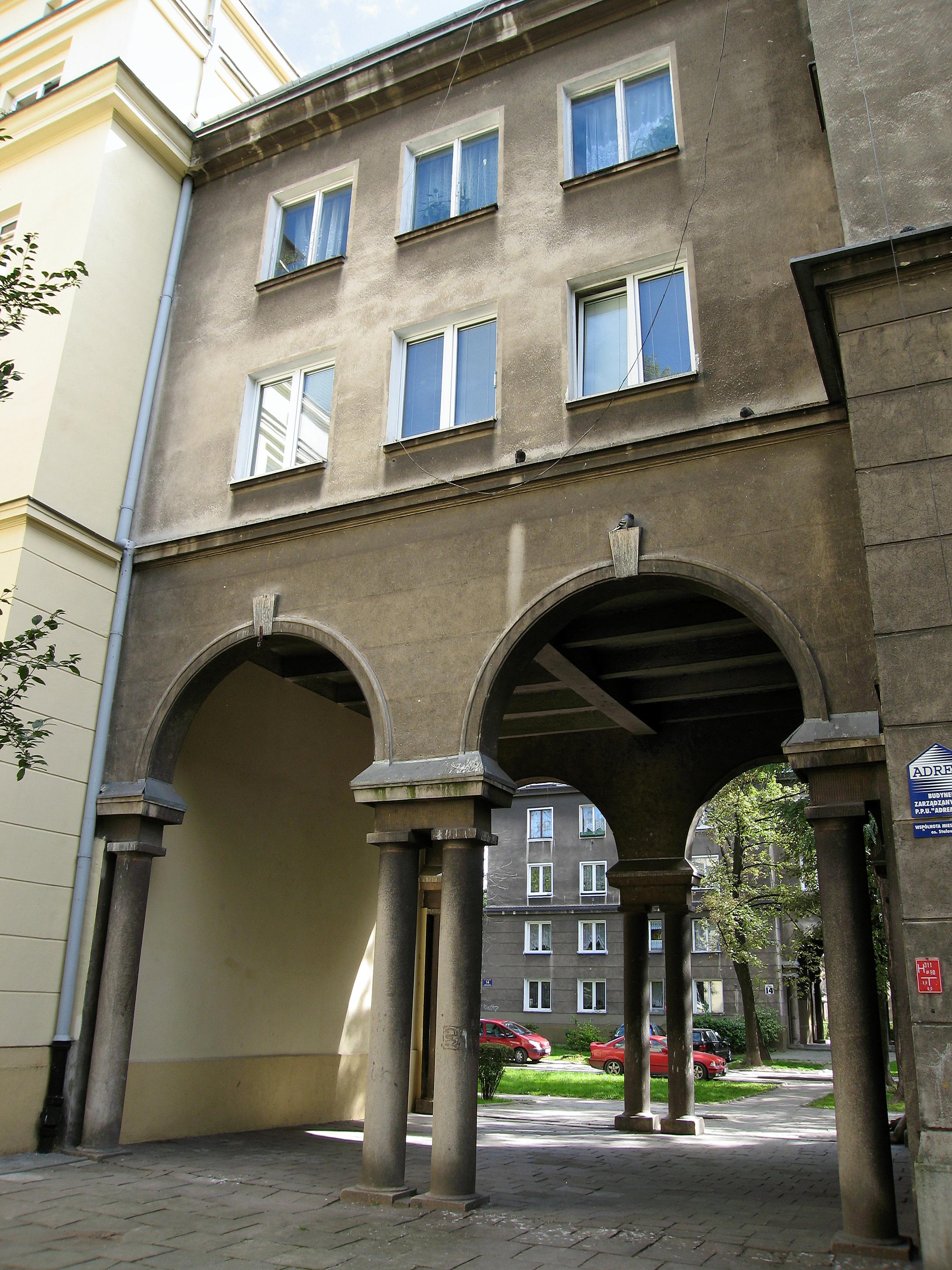
Exempel på portal i Nowa Huta, 2008.
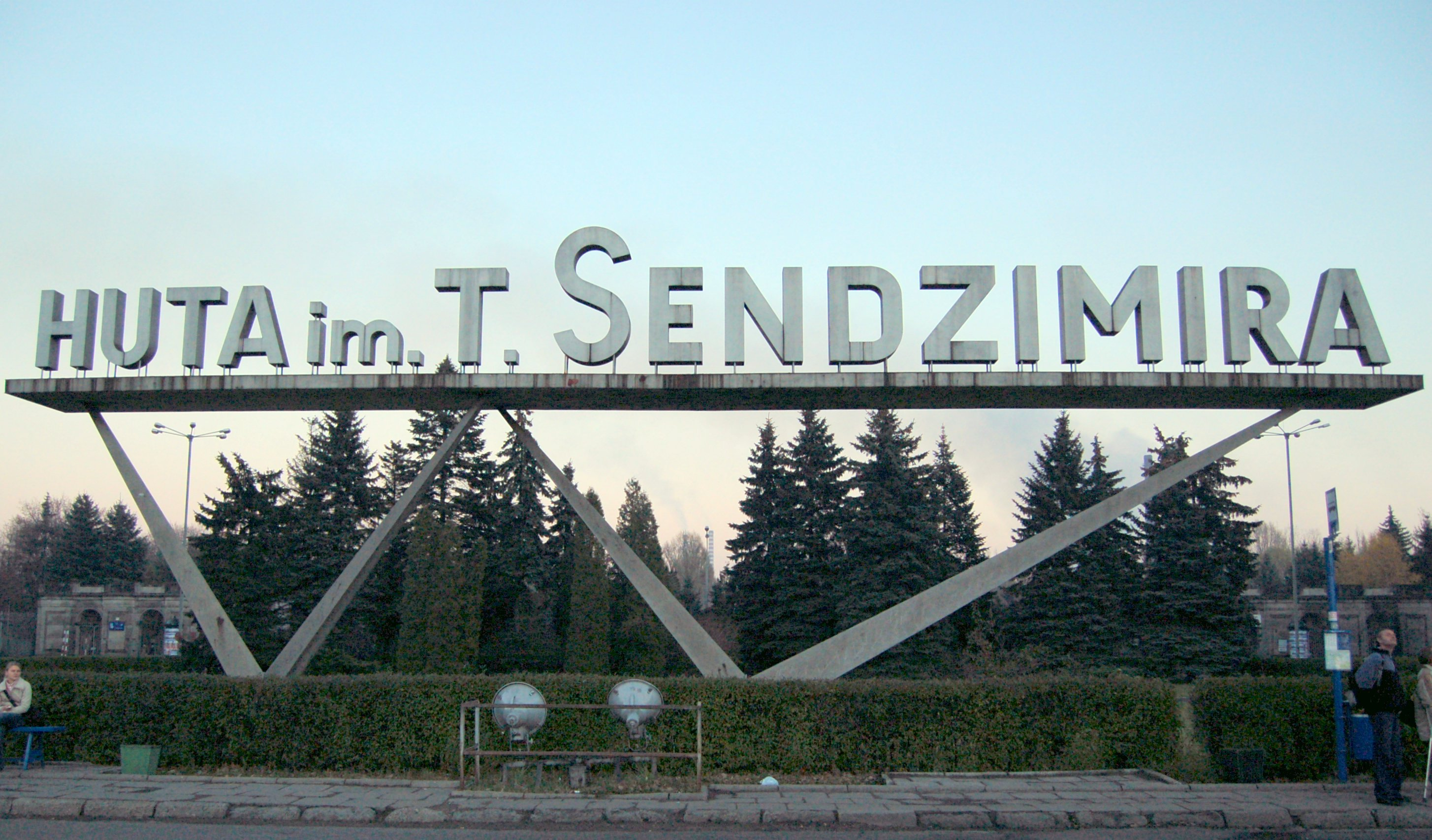
Porten till stålverket, 2006.
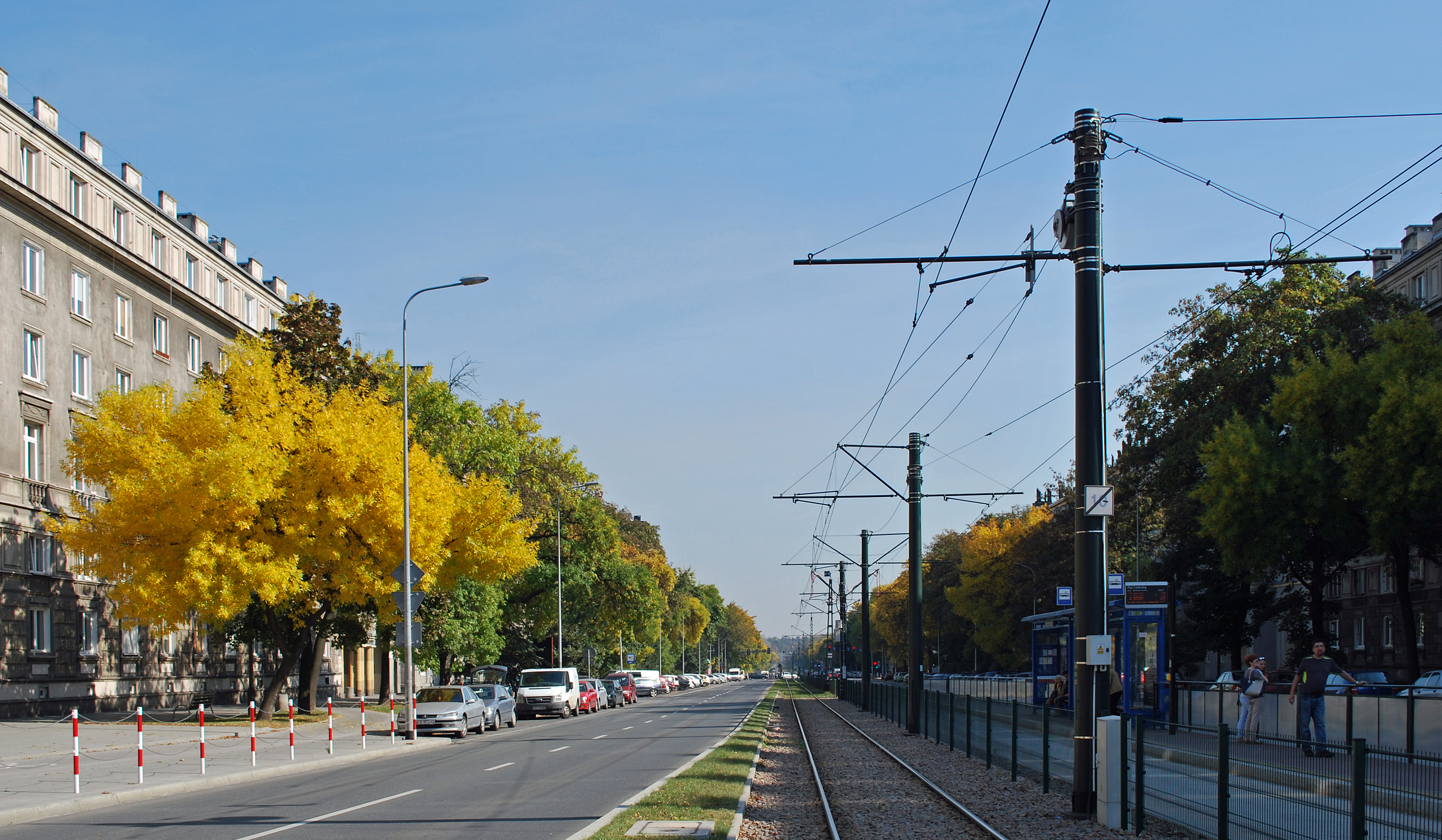
Gata i Nowa Huta som fått namnet Aveny Solidaritet - Aleja Solidarności.
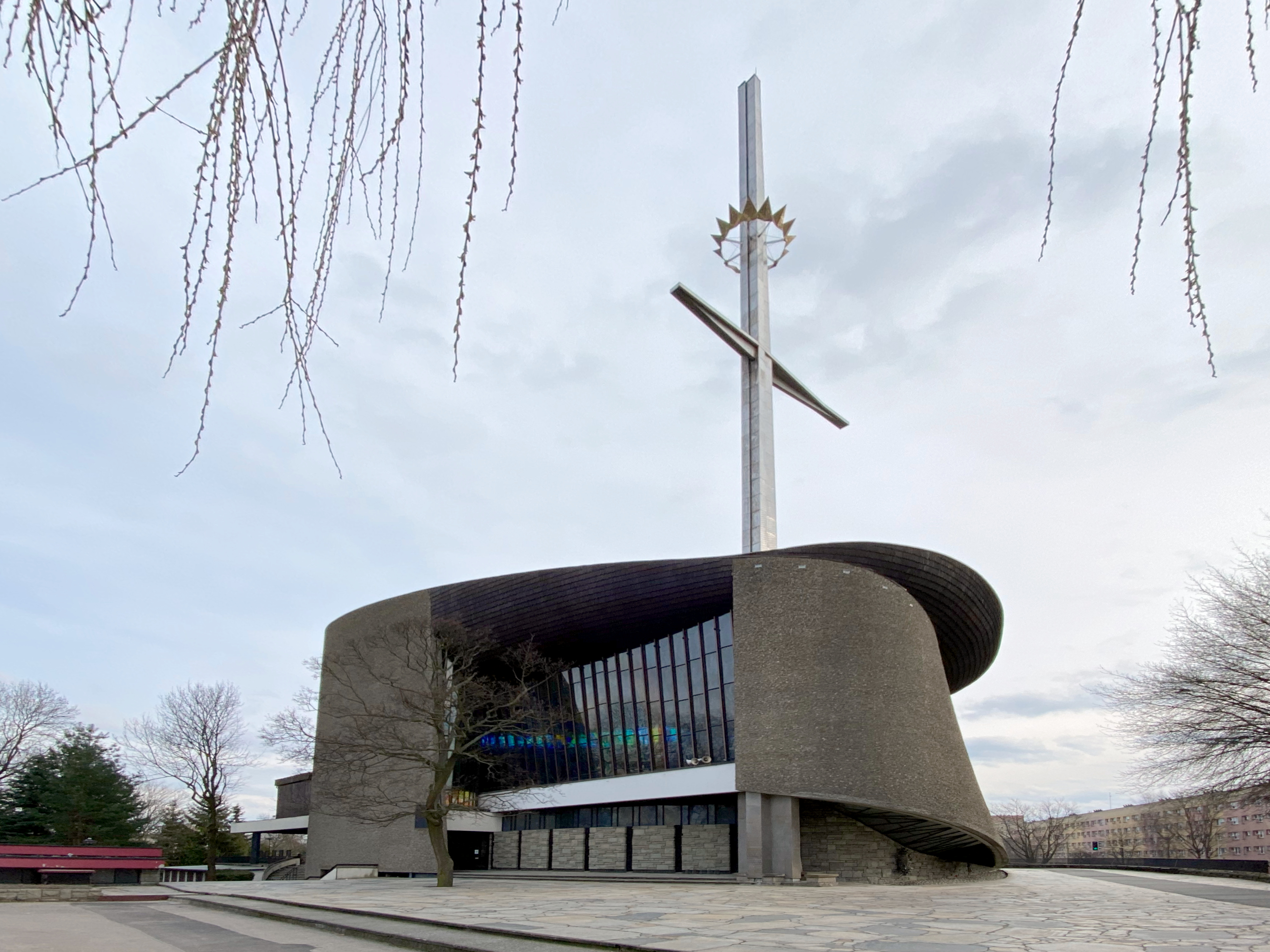
Kyrkan Arka Pana